# Moreni, Iași
Moreni este un sat în comuna Prisăcani din județul Iași, Moldova, România.

## Obiective turistice
- Biserica de lemn din Moreni - monument istoric datând din anul 1830; se află în centrul satului

## Legături externe
Materiale media legate de Moreni la Wikimedia Commons